# 驭胜S350
驭胜S350是江铃于2010年推出的一款中型跨界休旅車，也是江铃汽车旗下品牌驭胜中的一款車型。剛剛推出時該車型就叫驭胜。
2013年，江鈴汽車推出新款驭胜，同時更名为驭胜S350。 驭胜S350搭载的發動機分別是2.4升的汽油发动机（最大功率136马力）以及2.4升的柴油发动机（最大功率122马力），同時還配有5速手动和采埃孚的6速自动变速箱。 
2016年，驭胜S350再次改款。它在保留原有的2.0升柴油发动机的同时，另一個發動機換成了2.0升GTDi汽油发动机，最大功率增加到205馬力。 2016款车型更改的发动机来自福特汽車。 
2020年，驭胜S350再次改款。2.0升汽油发动机最大功率達到220马力，而2.0升柴油发动机最大功率達到141马力，並且配有 6速手动变速箱和8速自动变速箱。 

## 驭胜N350
驭胜S350在俄罗斯、巴西、南非等部分国家以N350的名義對外銷售。2010年10月，該車就在中國以外的市场上市。 